# لنا لت واین
لنا لت واین (انگلیسی: Lena Lattwein؛ زادهٔ ۲ مهٔ ۲۰۰۰) بازیکن فوتبال اهل آلمان است.
از باشگاه‌هایی که در آن بازی کرده‌است می‌توان به باشگاه فوتبال هوفنهایم اشاره کرد.
وی همچنین در تیم‌های ملی فوتبال زنان آلمان بازی کرده‌است.